# Муси, Александру
Алекса́ндру Мари́ан Му́си (рум. Alexandru Marian Musi; 17 июля 2004, Бухарест) — румынский футболист, полузащитник клуба «Стяуа» и молодёжной сборной Румынии.

## Клубная карьера
Родился 17 июля 2004 года в Бухаресте. Воспитанник юношеских команд футбольных клубов «Валенсия» и «Стяуа».
Во взрослом футболе дебютировал в 2021 года выступлениями за «Стяуа», в которой провёл два сезона, приняв участие в 7 матчах чемпионата Румынии.
Впоследствии с 2023 по 2024 год играл на правах аренды в составе команд «Политехника» и «Петролул».
В состав «Стяуа» вернулся в 2024 году.

## Карьера в сборной
В 2021 году дебютировал в составе юношеской сборной Румынии (U-18), всего на юношеском уровне принял участие в 18 играх, отличившись одним забитым голом.
С 2023 года привлекался в состав молодёжной сборной Румынии. На молодёжном уровне сыграл в 2 официальных матчах.

## Достижения
«Стяуа»
- Обладатель Суперкубка Румынии: 2024